# São Martinho das Moitas
São Martinho das Moitas is een plaats (freguesia) in de Portugese gemeente São Pedro do Sul en telt 354 inwoners (2001).
1. DIT IS NIET NEDERLANDS